# Michaił Gołubiew
Michaił Gołubiew, ros. Михаил Голубев (ur. 30 maja 1970 w Odessie) – ukraiński szachista i dziennikarz szachowy, arcymistrz od 1996 roku.

## Kariera szachowa
Pierwsze sukcesy zaczął odnosić w połowie lat 80. XX wieku. W 1984 r. zdobył srebrny medal mistrzostw Ukrainy juniorów do lat 17, natomiast w 1985 r. podzielił VII-X m. w mistrzostwach Związku Radzieckiego w kategorii do 18 lat. W 1996 r. odniósł największy sukces w karierze, zwyciężając w rozegranym w Jałcie finale indywidualnych mistrzostw Ukrainy.
W 1996 r. rozegrał w Kramatorsku mecz z Rusłanem Ponomariowem, zwyciężając 3½ – 2½. Odniósł szereg sukcesów indywidualnych, zwyciężył bądź podzielił I miejsca m.in. w następujących turniejach:
- 1992 – Karwina,
- 1995 – Weilburg (wspólnie z Edvinsem Kengisem, Igorem Chenkinem i Dariusem Zagorskisem(inne języki)),
- 1997 – Deizisau (wspólnie z Micheilem Kekelidze),
- 1998 – Chemnitz (wspólnie z Harmenem Jonkmanem),
- 2001 – Scuol (wspólnie z m.in. Aleksandrem Czerniajewem),
- 2002 – Bukareszt, Béthune,
- 2004 – Schwäbisch Gmünd (wspólnie z Władimirem Bakłanem, Aloyzasem Kveinysem, Edvinsem Kengisem i Władimirem Burmakinem),
- 2006 – Odessa (wspólnie z Michaiłem Brodskim, Aleksandrem Zubowem i Spartakiem Wysoczinem(inne języki)),
- 2008 – Odessa.

Najwyższy ranking w karierze osiągnął 1 stycznia 1995 r., z wynikiem 2570 punktów zajmował wówczas 12. miejsce wśród ukraińskich szachistów.
Pod koniec lat 90. zajął się szachowym dziennikarstwem. W latach 1998–2003 był redaktorem internetowego serwisu Ukrainian Chess Online. Pomiędzy październikiem 2006 r. a lutym 2007 r. był członkiem zarządu Stowarzyszenia Szachowych Zawodowców (ACP).
Jest autorem kilku książek dotyczących tematyki szachowych debiutów.

## Wybrane publikacje
- Easy Guide to the Dragon, 1999, Everyman Chess, ISBN 1-85744-275-X
- The Sicilian Sozin, 2001, Gambit Publications, ISBN 1-901983-38-2
- Understanding the King's Indian, 2006, Gambit Publications, ISBN 1-904600-31-X
- Understanding the Sicilian, 2017, Gambit Publications. ISBN 978-1911465102